# Marianna Górniak-Cienciałowa
Marianna Górniak-Cienciałowa (ur. 6 listopada 1856 w Trzanowicach, zm. 2 września 1905 w Sibicy) – polska działaczka społeczna i filantropka, wraz z pierwszym mężem Franciszkiem Górniakiem współwłaścicielka cegielni w Sibicy. Jej drugim mężem był Jerzy Cienciała z Mistrzowic, polski polityk i działacz narodowy, którego działalność polityczno-społeczną finansowała. 

## Życiorys
Mając 20 lat, poślubiła Franciszka Górniaka, który był właścicielem warsztatu ślusarskiego. Po ślubie kupili działkę w Sibicy, na której założyli cegielnię. Zakład była jedną z największych na Śląsku Cieszyńskim cegielni. Marianna urodziła czwórkę dzieci: w 1882 pierwszą córkę Annę, w 1885 syna Jana, a w 1888 Franciszka. Ostatnie dziecko, Zofia urodzona w 1890 r., zmarło w wieku siedmiu lat. Śmierć dziecka była trudnym przeżyciem dla rodziców. Po jakimś czasie Marianna zdecydowała się przyjąć na wychowanie bratanicę męża, Ewę.
Małżonkowie wspierali finansowo cele społeczne. W 1899 Franciszek Górniak zmarł. W 1900, zgodnie z wolą Franciszka, Marianna ponownie wyszła za mąż. Jej wybrankiem został polityk Jerzy Cienciała, którego wpierała finansowo w karierze.

## Działalność charytatywna
Pomimo ogromnego sukcesu cegielni Marianna Górniak była zaangażowana w działalność charytatywną. W jej domu w Sibicy pomoc znajdowało wiele sierot, którymi się zajmowała. Nazywana była przez młodzież Gaździnką. Organizowała opiekę i zarządzała domem, przygotowywała posiłki niekiedy dla kilkudziesięciu gości. Wielokrotnie udostępniała pomieszczenia na spotkania młodzieży akademickiej i gimnazjalnej zorganizowanej w kole organizacji "Jedność". Małżeństwo Górniaków przekazało część dochodów na cele publiczne, wspierając m.in. budowę Domu Narodowego w Cieszynie. Marianna działała na rzecz rozbudzenia i podtrzymania świadomości narodowej młodzieży. Wspierała materialnie różne organizacje i mimo że nie brała bezpośredniego udziału w życiu politycznym ani nie należała do żadnej partii, umożliwiała im faktyczne działanie. W testamencie, spisanym 3 lata przed śmiercią, na cele społeczne przeznaczyła bardzo duże sumy. Wśród spadkobierców wskazała drugiego męża, dzieci oraz wychowanków. Sporą część majątku zapisała dzieciom sekretarza parafii, Andrzeja Macury (czyli ośmiorgu wnukom drugiego męża testatorki). Przekazała także duże sumy na cele charytatywne.

## Upamiętnienie
W 2010 została uhonorowana lampą umieszczoną na Uliczce Cieszyńskich Kobiet.
W marcu 2018 w Oranżerii Zamku Cieszyn otwarto czasową wystawę Obywatelki. Kobiety Śląska Cieszyńskiego dla Niepodległej opracowaną przez Władysławę Magierę. Jedną z jej bohaterek była Marianna Górniak-Cienciałowa. 
Jest jedną z bohaterek Cieszyńskiego Szlaku Kobiet opracowanego przez Władysławę Magierę.